# Pilot Point (Alaska)
Pilot Point ist ein Ort mit dem Status einer City im Lake and Peninsula Borough in Alaska. Das U.S. Census Bureau hatte bei der Volkszählung 2020 eine Einwohnerzahl von 70 ermittelt.

## Geographie
Pilot Point befindet sich an der Nordwestküste der Alaska-Halbinsel am Ostufer der Ugashik Bay, eine Bucht, die sich zum Beringmeer hin öffnet. Pilot Point befindet sich 135 km südsüdwestlich von King Salmon sowie 590 km südwestlich von Anchorage. Ugashik ist der nächstgelegene Ort, 12 km südöstlich von Pilot Point. Knapp 2 km nördlich von Pilot Point liegt der Flugplatz Pilot Point.

## Geschichte
Nachdem C. A. Johnson 1889 eine Fischsalzerei bei Pilot Point errichtete, entwickelte sich Pilot Point zu einem dauerhaft besiedelten Dorf. Zu jener Zeit war der Ort als „Pilot Station“ bekannt. Dieser Name leitete sich von dem Umstand ab, dass dort Schifflotsen stationiert waren, die den Bootsverkehr den Ugashik River flussaufwärts zu einer großen Konservenfabrik in Ugashik unterstützten. 1892 eröffnete Cahrles Nelson eine Salzerei, die 1895 an Alaska Packer’s Association veräußert wurde. Die Salzerei expandierte und entwickelte sich bis 1918 zu eine Konservenfabrik mit 3 Produktionslinien. 1933 wurde ein Postamt eröffnet. Da der Ortsname „Pilot Station“ zu jener Zeit in Alaska schon vergeben war, wurde der Ortsname zu „Pilot Point“ geändert. Die Verschlechterung des Hafens führte 1958 dazu, dass die Konservenfabrik schloss. 1992 erhielt Pilot Point den Status einer „City“. Heute besitzt Pilot Point eine gemischte indigene Bevölkerung, Alutiiq-Aleuten und Yup’ik-Eskimo. Heute lebt die Gemeinde von kommerziellem Fischfang und von Subsistenzwirtschaft.

## Demografie
Zum Zeitpunkt der Volkszählung im Jahre 2020 (U.S. Census 2020) hatte Pilot Point 70 Einwohner auf einer Landfläche von 63,58 km². Von den Einwohnern waren 10 Weiße sowie 50 Indigene.
Beim Zensus im Jahr 2000 wurden 100 Einwohner gezählt, 2010 waren es 68.